# Ibad Huseynov
Ibad Movsum oglu Huseynov (em azeri:  İbad Mövsüm oğlu Hüseynov) foi um líder militar do Azerbaijão. Ele foi o comandante de um destacamento de sabotagem e reconhecimento durante a Primeira Guerra de  Alto Carabaque. Ele ocupou o posto de sargento-chefe. Huseynov é o Herói Nacional do Azerbaijão.

## Vida
Ibad Huseynov nasceu em 18 de outubro de 1970 no vilarejo de Muğanlı, na região de Martuni, na RSS do Azerbaijão.
Huseynov serviu no Exército Soviético. Ele se mudou para o Azerbaijão após saber sobre os massacres de azerbaijanos em Bacu pelas tropas soviéticas em 1990. Huseynov participou da Primeira Guerra de  Alto Carabaque. Huseynov comandou um destacamento de sabotagem e reconhecimento de 14 pessoas.
Segundo o próprio Huseynov, em junho de 1993, na aldeia de Muğanlı, ele matou o comandante armênio, um ex-membro da organização paramilitar ASALA, Monte Melkonian. Ele também disse que havia decapitado Melkonian. Ao mesmo tempo, de acordo com o irmão de Melkonian, Markar, de muitas fontes armênias e azerbaijanas, Monte Melkonian morreu na aldeia de Mərzili, e as circunstâncias de sua morte, contadas por Huseynov, são falsificações.